# Verbena de San Juan Bautista
La Verbena de San Juan Bautista es una festividad popular celebrada anualmente cada 24 de junio en el Prado en honor de San Juan Bautista. Es una forma de celebrar la noche de San Juan que se celebra en muchas zonas de España.